# Nowy Kanał Sueski

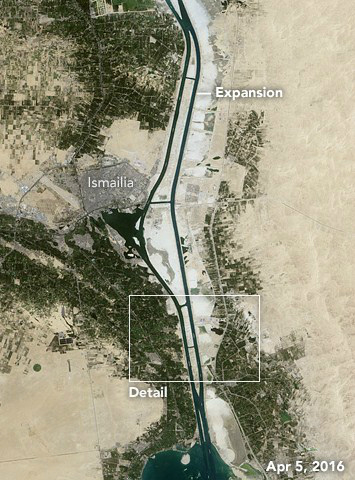
Zdjęcie satelitarne fragmentu Kanału Sueskiego (po lewej) i Nowego Kanału Sueskiego (po prawej)

Nowy Kanał Sueski (arab. قناة السويس الجديدة, Qanāt as-Suways al-Ǧadīda; egip. arab. Qanāt is-Suwēs ig-Gidīda) – inwestycja hydrotechniczna w Egipcie, zrealizowana w latach 2014-2015. Stanowi rozbudowę Kanału Sueskiego, łącząc Morze Śródziemne z Morzem Czerwonym. Ogólna długość prac budowlanych wynosi 72 km (przy łącznej długości Kanału Sueskiego wynoszącej 193 km), w tym 27 km to utworzenie zachodniego toru wodnego przez Wielkie Jezioro Gorzkie, 35 km to wybudowanie nowej nitki kanału po wschodniej stronie dotychczasowego, zaś 10 km to przebudowa zachodniego fragmentu tzw. kanału Al-Ballah.

## Opis inwestycji
Z inwestycją związana jest budowa 6 tuneli samochodowych i kolejowych pod Kanałem Sueskim, rozwiązujących problem izolacji półwyspu Synaj od reszty kraju – do czasu realizacji rozbudowy pod kanałem funkcjonował jeden tunel (Ahmada Hamdiego) i dwa mosty (kolejowy i drogowy) łączące Suez z Synajem. Ponadto z projektem związane jest przekształcenie obszaru o powierzchni 76 000 km², przylegającego do obu brzegów kanału w strefę logistyczną i ekonomiczną, która według planów rządu egipskiego wygeneruje 1 000 000 miejsc pracy.
Roboty ziemne związane z przekopaniem odnogi kanału rozpoczęto 5 sierpnia 2014, ukończono 23 lipca 2015, otwarcie odnogi odbyło się 6 sierpnia 2015. Okres budowy planowano pierwotnie na 5 lat, po czym skrócono go do 3 lat, by w końcu decyzją prezydenta As-Sisiego ukończyć podstawową część inwestycji (budowę toru wodnego) w czasie zaledwie roku.
Inwestycja była prowadzona przez armię egipską przy zaangażowaniu 42 przedsiębiorstw krajowych w początkowej fazie budowy. Dodatkowo, w późniejszym okresie w budowie udział wzięło 6 przedsiębiorstw hydrotechnicznych ze Zjednoczonych Emiratów Arabskich, Holandii, Belgii i Stanów Zjednoczonych.

## Korzyści ekonomiczne
Przekopanie nowej nitki kanału pozwala na ruch statków w obu kierunkach jednocześnie w większej części Kanału Sueskiego, co dotychczas było niemożliwe. Ma to zwiększyć przepustowość przeprawy oraz skrócić czas pokonania kanału przez statki z około 22 do 11 godzin i tym samym zwiększyć dochody z obsługi kanału. Spodziewane jest skrócenie czasu oczekiwania na wpłynięcie do kanału z 11 do 3 godzin, powiększy się też liczba statków przebywających jednocześnie w kanale z 49 do 97.
Wpływy Egiptu z eksploatacji kanału przed rozbudową wynosiły około 5 mld dolarów rocznie. Wiceadmirał Muhab Mamisz, zarządzający Kanałem Sueskim, spodziewa się wzrostu przychodów do kwoty ok. 12,5 mld dolarów rocznie.

## Koszty i finansowanie
Koszt rozbudowy jest szacowany na 8 mld dolarów, z czego połowa przypada na przekopanie kanału, a reszta na wydrążenie 6 tuneli.
Prezydent As-Sisi nie wyraził zgody na udział zagranicznego kapitału w finansowaniu inwestycji, apelując do rodzimych przedsiębiorstw i obywateli Egiptu o inwestowanie w projekt. Najmniejsze udziały dla osób prywatnych opiewały na kwoty 10, 100 i 1000 funtów egipskich (ok. 1,5 15 i 150 dolarów amerykańskich), umożliwiając wykupienie akcji nawet przez studentów. Wyemitowano też 5-letnie obligacje o korzystnym oprocentowaniu.

## Wpływ na środowisko
Naukowcy związani z czasopismem Biological Invasions wykazali w 2014 wpływ na bioróżnorodność Morza Śródziemnego, wzywając władze Egiptu do określenia efektów środowiskowych związanych z inwestycją. Od czasu przekopania Kanału Sueskiego przeszło 1000 inwazyjnych gatunków zasiedliło wody Morza Śródziemnego.